# Terminologies et classifications en médecine
 Mise en garde médicale
L'appréhension du champ des terminologies, taxonomies et des classifications en médecine est facilitée par la compréhension de certains concepts et définitions empruntés à la linguistique.
Ces notions font l'objet de définitions dans la première section consacrée à la linguistique médicale. Ensuite, des exemples de terminologies et de classifications médicales sont présentés et discutés dans les sections suivantes.

## Usages
Les codifications sont utilisées pour des statistiques de santé publique ou d'évaluation économique (bénéfice-coût des traitements).
Elles servent à l'échange de données (par exemple la facturation) et aux traitements automatisés (ex : banque des contre-indications médicamenteuse).
Elles permettent l'indexation des informations, et notamment des dossiers de patients.
Ce qu'on peut codifier : 
- les symptômes, lésions, maladies : Classification internationale des maladies de l'OMS (CIM), Diagnostic and Statistical Manual of Mental Disorders, SNOMED CT (en)… ;
- les handicaps : Classification internationale du Fonctionnement, du handicap et de la santé ;
- les actes et procédures : Classification commune des actes médicaux, Canadian Classification of Health Interventions (en) ;
- la biologie médicale : Logical Observation Identifiers Names and Codes ;
- les médicaments : Classification anatomique, thérapeutique et chimique ;
- l'anatomie ;
- etc.

## Histoire
Sous l'inspiration des taxonomies naturalistes François Boissier de Sauvages de Lacroix publie Nosologia methodica  en 1763. En 1798 Philippe Pinel  écrit sa Nosographie philosophique.
En  1855, William Farr et Marc d'Espine publient la première classification internationale des « causes de décès » à la demande du premier congrès international de statistique de 1853. Elle restera peu utilisée en pratique. 
En 1891, l'institut international de statistique charge Jacques Bertillon de créer la « Classification des causes de décès » qui deviendra en 1948, pour sa sixième édition, la classification internationale des maladies (CIM).

### Introduction

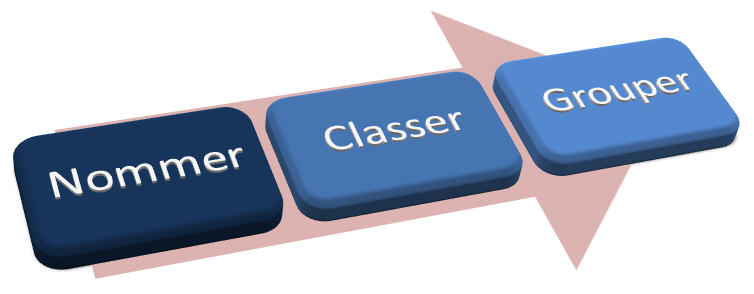
Les 3 étapes du processus terminologique.

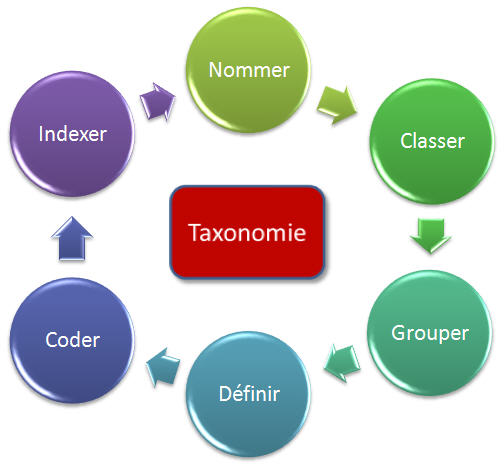
Les 6 étapes du processus taxonomique.